# Plainte en droit pénal français
« Plainte contre X » redirige ici. Pour les autres significations, voir Plainte.
« Plainte contre X » redirige ici. Pour l’article homophone, voir Plaintcontrix.
Une plainte en droit pénal français est un acte par lequel une victime d'une infraction prévient l'autorité compétente. La plainte est dite « contre X » lorsque l'on ne connaît pas l'auteur de l'infraction. Porter plainte contre X est un recours légal important, permettant d’ouvrir une enquête pour identifier et poursuivre le responsable.

## Définition
La plainte est l'acte par lequel une victime d'une infraction, ou son représentant, porte à la connaissance de l'autorité compétente ce fait.
Elle prend le nom de dénonciation quand c'est une personne tiers qui informe l'autorité de l'infraction subie par la victime.

## Conditions

### Liées à la personne
On peut déposer une plainte lorsque l'on a été victime d'une infraction pénale, que ce soit :
- un crime pour les infractions les plus graves tels que meurtres, viols, terrorisme… ;
- un délit pour les infractions graves punies de 10 ans d’emprisonnement maximum ;
- une contravention c'est-à-dire une infraction uniquement punie d’une amende.

Un mineur peut également déposer plainte seul, ou accompagné par un représentant ou une personne majeure de son choix. La représentation par une personne majeure est obligatoire seulement pour la suite de la procédure (en cas de poursuites par le ministère public). La représentation est alors assurée par les parents, les représentants légaux ou un administrateur ad hoc.
Les parents d'un mineur peuvent également porter plainte en son nom et sans son accord.

### Forme d'une plainte
La victime, son représentant ou le tiers dénonciateur, doit se rendre dans un commissariat de police ou à la gendarmerie de son choix. Si ce dernier n'est pas compétent territorialement il transmettra lui-même au commissariat ou à la gendarmerie compétente.
Le fonctionnaire de police recevant le plaignant est obligé de prendre la plainte et de remettre un procès-verbal attestant ce dépôt. Seuls les magistrats du parquet disposent de l'opportunité des poursuites.
Il est possible de remplir une pré-plainte en ligne quand l'infraction est une atteinte aux biens (vol, destruction…) ou un fait discriminatoire (injure, diffamation…). Un rendez-vous physique avec un fonctionnaire de police permet alors de finaliser la plainte.
Il est également possible de porter plainte directement auprès du procureur de la République du tribunal judiciaire du lieu de l'infraction, ou du domicile de l'auteur, en écrivant une lettre sur papier libre au magistrat.

## Délais pour porter plainte

### Droit commun
L’infraction ne doit pas être prescrite : passé le délai de prescription, l’auteur de l’infraction ne peut plus être poursuivi, ce qui signifie que la plainte n’aurait aucune chance d’aboutir.
Dans les autres cas, sauf quelques exceptions, la prescription de l'action publique est de :
- un an en matière de contravention[4] ;
- six ans en matière de délit[5] ;
- vingt ans en matière de crime[6] ;
- trente ans pour certains crimes graves (terrorisme, trafic de stupéfiants en bande organisée, crimes de guerre...) ou des crimes commis sur mineurs.

Le point de départ de ce délai est le jour où l'infraction est commise,,. Toutefois il commence plus tard pour les infractions d'habitude (qui sont répétées plusieurs fois), les infractions continues (celles qui durent dans le temps sans s'arrêter) ; et les infractions dissimulées (qui ne peuvent être découvert le jour même).
Par ailleurs, quand la victime est un mineur, le délai de prescription d'une infraction sexuelle, d'une atteinte grave à l'intégrité physique (meurtre...) court à partir de la majorité de la victime. Les mêmes règles quant aux infractions d'habitude, continues et dissimulées sont applicables.

### Exceptions
La loi du 29 juillet 1881 sur la liberté de la presse prévoit des exceptions, au délai de prescription. La prescription abrégée en matière de presse est en principe de trois mois révolus, à compter du jour où ils auront été commis ou du jour du dernier acte d'instruction ou de poursuite s'il en a été fait, délai porté à un an en matière de provocation à la haine ou à la discrimination.

#### Crimes
Le crime contre l'humanité est quant à lui imprescriptible selon la Convention sur l'imprescriptibilité des crimes de guerre et des crimes contre l'humanité et l'article 29 du Statut de Rome.

#### Délits
1 an pour les délits suivants :
- Contestation de crimes contre l’humanité ;
- Diffamation raciale publique ;
- Provocation publique à la discrimination, à la haine ou à la violence raciale ou religieuse ;
- Injure raciale publique.

3 mois pour les délits suivants :
- Apologie de crime contre l'humanité ;
- Provocation publique à la discrimination, à la haine ou à la violence à raison de l’orientation sexuelle, du handicap ou du sexe ;
- Diffamation publique à raison de l’orientation sexuelle, du handicap ou du sexe ;
- Injure publique à raison de l’orientation sexuelle, du handicap ou du sexe.

#### Contraventions
1 an pour les contraventions suivantes :
- Provocation non publique à la discrimination, à la haine ou à la violence raciale ou religieuse
- Diffamation raciale non publique
- Injure raciale non publique.

3 mois pour les contraventions suivantes :
- Provocation non publique à la discrimination, à la haine ou à la violence à raison de l’orientation sexuelle, du handicap ou du sexe
- Diffamation non publique à raison de l’orientation sexuelle, du handicap ou du sexe
- Injure non publique à raison de l’orientation sexuelle, du handicap ou du sexe.

## Types de plainte

### Plainte simple
Malgré l'article 15-3 du code de procédure pénale prévoyant que les officiers et agents de police judiciaire sont tenus de recevoir les plaintes déposées par les victimes d'infractions à la loi pénale, cette formalité peut s'avérer difficile,. Il est également possible d'adresser directement sa plainte au procureur de la République.
La forme de la plainte simple est libre. La jurisprudence rappelle à cet égard que les renseignements fournis au procureur faisant présumer l’existence d’une infraction ne sont astreints à aucune condition de forme :
- on peut rédiger une lettre avec accusé de réception dans laquelle on expose les faits dont on a été victime. On adresse la lettre au procureur de la République du tribunal judiciaire du lieu de l'infraction ou du domicile de l'auteur de l'infraction, si on le connaît ;
- pré-plainte en ligne : le ministre de l'intérieur a mis en œuvre un traitement automatisé de données à caractère personnel dénommé « pré-plainte en ligne ». Ce service permet à la victime ou à son représentant légal, d'effectuer une déclaration en ligne seulement contre un auteur inconnu, pour  signaler des faits constitutifs  d'atteintes aux biens ; du délit de provocation à la discrimination, à la haine ou à la violence à l'égard d'une personne à raison de son origine ou de son appartenance, du délit de diffamation ou d'injure à l'égard d'une personne à raison de son origine ou de son appartenance. L'utilisateur peut remplir son formulaire en ligne pour ensuite l'imprimer et se déplacer pour signer sa plainte le jour du rendez-vous qui lui est fixé par les unités de police ou de gendarmerie[14].
- plainte en ligne:  la réforme de la Justice du 23 mars 2019 a créé la plainte en ligne pour certaines infractions[15] et a également étendu les possibilités de numérisation de la procédure pénale[16].
- en principe le Procureur de la République transmet la plainte au service de police ou de gendarmerie compétent, afin que l'enquête soit menée. La personne ayant envoyé la lettre au Procureur est alors entendue afin de préciser l'objet de la plainte et les circonstances des faits.
- on peut également déposer plainte au commissariat de police ou à la brigade de gendarmerie, si possible du lieu de l'infraction. Notons toutefois, qu'en vertu du principe dit du guichet unique, tout service de police ou de gendarmerie est tenu de recevoir la plainte d'un citoyen, quel que soit le lieu où l'infraction objet de celle-ci a été commise.
- lors de son audition la victime apporte l'ensemble des pièces ou documents en sa possession afin de déterminer le montant de son préjudice.

Il n'est pas nécessaire de qualifier juridiquement l'infraction et de désigner le texte du code pénal applicable. L'agent recevant la plainte s'en chargera, à défaut, une requalification sera effectuée à la demande du procureur.
Le procureur de la République classe souvent sans suite les plaintes simples[Interprétation personnelle ?], c'est-à-dire qu’il ne poursuit pas l'adversaire, faute de preuves à charge. Par ailleurs la procédure est longue.
Le procureur de la République saisi de l'affaire peut :
- faire mener une enquête par la police ou la gendarmerie
- classer sans suite le dossier s'il considère qu'il n'y a pas lieu de poursuivre
- ou bien le poursuivre, s'il estime que l'infraction est réelle et qu’il existe suffisamment d’éléments de preuve.

En cas de poursuite, et selon la complexité du dossier ou de la nécessité d’approfondir l’enquête, l’affaire sera :
- soit renvoyée directement devant le tribunal de police ou le tribunal correctionnel
- soit confiée à un juge d'instruction qui fera des investigations complémentaires. Le « passage » par un juge d’instruction est obligatoire en cas de crime.

Il existe aussi la possibilité de relater les faits dont on s'estime victime au commissariat de police sans pour autant déposer plainte, par exemple pour éviter d'éventuelles représailles ou bien constituer un dossier de preuves avant de déposer plainte, il s'agit de la main courante. Cette procédure existe dans la gendarmerie sous la dénomination de « procès-verbal de renseignement judiciaire ».

### Plainte avec constitution de partie civile
La plainte avec constitution de partie civile peut impliquer de se déclarer partie civile à une procédure déjà engagée, plainte « par voie d'intervention », ou de se déclarer partie civile pour déclencher l'action publique après l'absence de réaction du ministère public, plainte « par voie d'action ».

### Citation directe
La citation directe est possible en cas de contravention ou de délit, sauf dans certains cas si le délinquant a moins de 18 ans. Il faut alors présenter une plainte avec constitution de partie civile.